# Spododes auranticolor
Spododes auranticolor là một loài bướm đêm trong họ Geometridae.